# Hypoestes glandulifera
Hypoestes glandulifera är en akantusväxtart som beskrevs av S. Elliot. Hypoestes glandulifera ingår i släktet Hypoestes och familjen akantusväxter. Inga underarter finns listade i Catalogue of Life.